# 風の塔

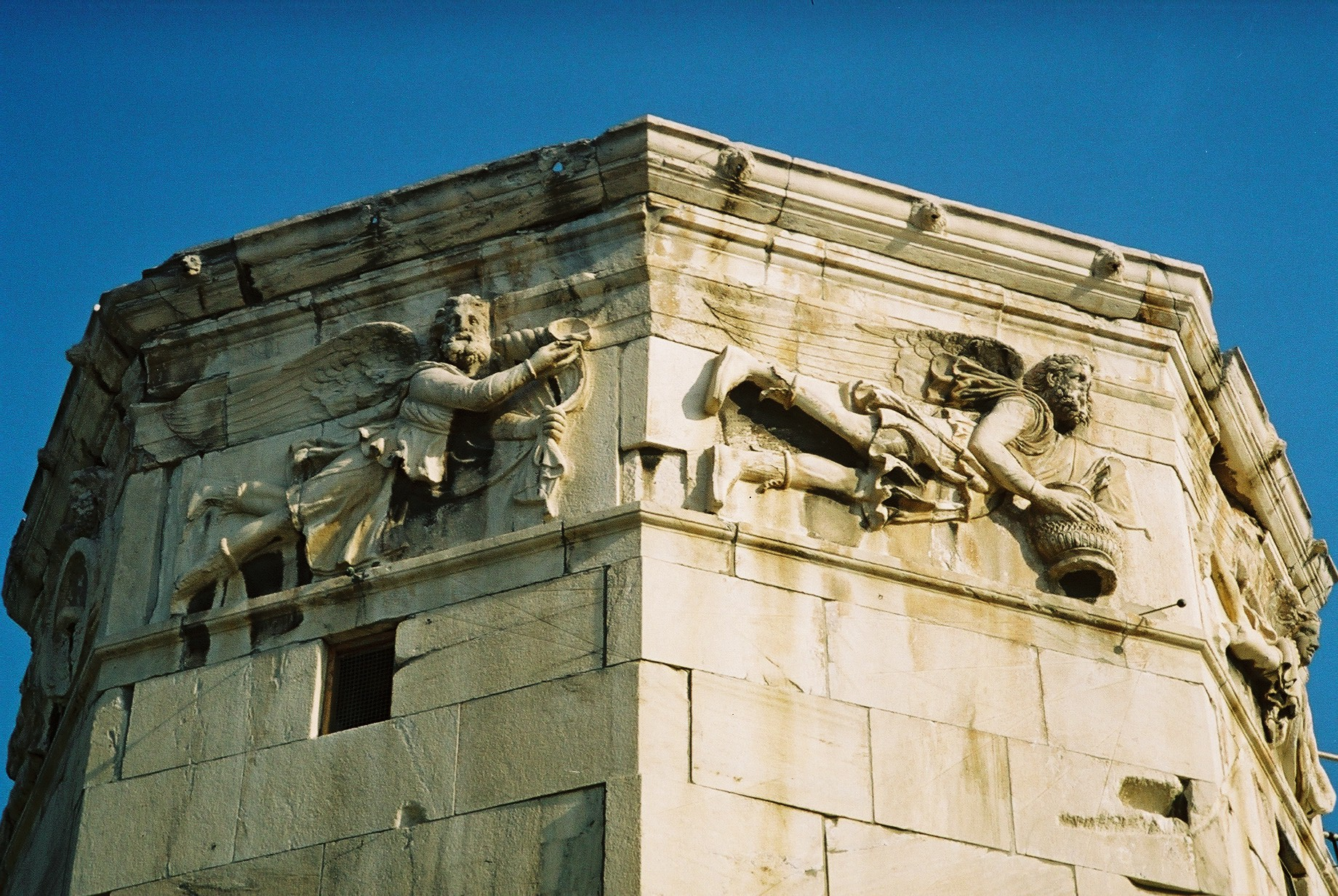
風の塔（左はボレアス、右はスキロン）

風の塔または風神の塔（Tower of the Winds）別名アンドロニコスの時計塔（ホロロゲイオン、Horologion）は、アテネのローマ時代のアゴラにある塔である。おそらく紀元前50年頃にキュロスのアンドロニコスが建てたものと思われるが、フォラム（広場）の他のものより早く、紀元前2世紀に建てられたことを強く示唆する史料もいくつかある。

## 景観
ペンテリ山産大理石で作られた八角形の塔であり、高さは12m、直径は約8m。塔の一番上には風見鶏のようなトリトン像があって（現在はない）、風が吹くとすぐ下にあるフリーズ（帯状装飾）に描かれた8人のアネモイ（風神）たちのどれかを指して、風の向きを示す仕組みになっていた。8人の風神とは、ボレアス（北）、カイキアス（北東）、エウロス（東）、アペリオテス（南東）、ノトス（南）、リプス（南西）、ゼピュロス（西）、スキロン（北西）である。さらに9つの日時計がある。内部には、アクロポリスから流れ落ちてくる水力で動く水時計（クレプシドラ）があった。
キリスト教時代の初期には、この塔は正教会の鐘楼として使われた。それ以後は、一部が地面に埋もれたが、19世紀、アテネ考古学協会によって完全に発掘された。
18世紀に作られたイギリスオックスフォードのラドクリフ天文台のデザインは、この風の塔に基づいたものである。ロンドン、ウエスト・ノーウッド墓地にあるギリシア国立図書館の創立者 Panayis Athanase Vagliano の廟もそうで、他にもセヴァストポリに類似の塔（1849年建造）がある。

## 現地へのアクセス
- アテネ地下鉄 モナスティラキ駅 から南へ約400m